# Moosschwaiger Weiher
Die Moosschwaiger Weiher sind mehrere künstlich angelegte ehemalige Fischteiche, die zum Gutshof Moosschwaige im Westen von München gehören.
Das Gebiet um die Teiche steht als Biotop unter Landschaftsschutz (LSG-00120.02).